# L'Enfance de Gorki
Pour plus de détails, voir Fiche technique et Distribution.
L'Enfance de Gorki (en russe : Детство Горького, Detstvo Gorkogo) est un film soviétique réalisé par Marc Donskoï, sorti en 1938. Le film s'inspire du récit autobiographique Enfance de Maxime Gorki.

## Synopsis
Varvara et son fils Aliocha, après avoir remonté la Volga sur un vapeur jusqu'à la gare fluviale de Nijni Novgorod, retrouvent la mémé et le grand-père d'Aliocha qui sont venus les accueillir avec toute leur nombreuse famille: l'oncle Mikhaïl, son épouse Natalia et son fils Sacha, l'oncle Yakov veuf car il a battu sa femme à mort et son fils Sacha, Maître Grigori et Ivan un jeune homme qui a passé toute sa vie dans la famille car la grand-mère l'a recueilli abandonné sur un banc peu après sa naissance.
L'accueil est agréable et tous se rassemblent autour d'une table bien garnie ; Yakov joue de la guitare, Ivan et la grand-mère dansent mais hélas cela se termine par une violente dispute entre les deux oncles qui revendiquent l'héritage et qui voient en Varvara une rivale. Alexeï va aussi découvrir la teinturerie, une petite entreprise familiale, où ses oncles manipulent son cousin Sacha, le fils de Mikhaïl, un enfant pervers qui fait des tours pendables. Ainsi sous son instigation, Alexeï se laissera aller à peindre une nappe et, comme châtiment, il recevra par son grand-père de terribles coups de verge malgré la protection d'Ivan et l'opposition de sa maman et de sa mémé. Son grand-père, la colère retombée, tentera de se réconcilier avec son petit-fils et lui racontera tout ce qu'il a enduré tout au long de sa vie. Varvara n'en pouvant plus quitte ses parents et laisse son fils sous la protection de sa mère.
À côté de cela il y a des moments de grâce animés par Ivan qui est la joie de vivre et la gentillesse incarnées et la douce grand-mère si compréhensive, qui arrondit les angles et qui pendant l'absence de son mari raconte des bylines qui ravissent toute la famille.
Malheureusement Alexeï, et tous d'ailleurs, vont perdre Ivan car ses oncles provoquent un accident qui le blesse mortellement. À la suite de ce crime, le grand-père chasse Mikhaïl et celui-ci se venge en mettant le feu à la teinturerie. Au cours de l'incendie, Grigori finit de perdre la vue et désormais inutile, va survivre en mendiant dans la rue. La teinturerie n'existant plus, la famille déménage et dans la nouvelle maison le grand-père va commencer à apprendre à lire à Aliocha qui fait preuve de talent. Outre la lecture, il va faire connaissance avec leur locataire, un chimiste semble-t-il. Ils sympathisent rapidement et il apprendra plus tard que c'est un opposant qui sera arrêté par la police tsariste et déporté. Il le rencontrera une dernière fois enchaîné et aura le temps de lui parler un peu. Il va aussi trouver cinq copains avec lesquels il va former une bande qui se retrouve de temps en temps dans les faubourgs et rencontrer Leonid, un jeune infirme gai comme un pinson habitant dans un sous-sol entouré de petits animaux qui constituent une sorte de zoo.
Un jour, une briska s'arrête devant la porte : elle a transporté sa mère, son futur nouveau père, sa future nouvelle belle-mère et son nouveau futur beau-père. Aliocha est ulcéré et sa mère vient le consoler et lui expliquer la situation.
Puis les oncles mènent la famille à la ruine complète et tous doivent à nouveau déménager. Alexeï gagne un peu d'argent en récupérant des guenilles avec ses cinq copains pas mieux lotis que lui et même son grand-père doit faire la manche.
Mais il est temps pour lui de gagner sa vie. Il part sur les routes de l'immense Russie, se retourne une dernière fois pour dire adieu àses camarades et en les quittant laisse derrière lui son enfance et part à la découverte de ce que lui réserve le reste de sa vie.

## Fiche technique
- Titre original : Детство Горького
- Titre français : L'Enfance de Gorki
- Réalisation : Marc Donskoï
- Assistant réalisateur : Rafaïl Perelstein
- Scénario : Ilia Grouzdev d'après Enfance de Maxime Gorki
- Photographie : Piotr Ermolov
- Camera et département électrique : I. Malov
- Son : Nikolaï Ozornov
- Son : Kerim Amirov pour la restauration en 1977 au Gorky Film Studio
- Direction artistique : M. Torgantcheva
- Conseiller artistique : I. Ladijnikov
- Décors : Ivan Stepanov
- Musique : Lev Schwartz
- Production : Soyouzdetfilm
- Pays d'origine : URSS
- Dates de sortie : 
  - 16 juin 1938 en  Union soviétique
  - 30 octobre 1946 en  France
- Format : Noir et blanc - 35 mm - spherical - 1,37:1 - Son mono
- Genre : autobiographie, drame
- Durée : 98 minutes

## Distribution
- Elizaveta Alexeïeva : Varvara Kachirine Pechkova, la mère
- Alexandre Joukov (ru) : Mikhaïl Kachirine, un oncle
- A. Korneïev : un gamin de la bande
- V. Korochentchikov : Sacha, le neveu, fils de Mikhaïl Kachirine
- A. Lebedev : un gamin de la bande
- Alexeï Liarski : Alexeï Pechkov (après, Maxime Gorki), diminutif Aliocha
- E. Mamaev : Sacha, le neveu, fils de Yakov Kachirine
- V. Maslakov : un gamin de la bande
- Varvara Massalitinova : Akoulina Ivanovna Kachirine, la grand-mère
- Vassili Novikov : Yakov Kachirine, un oncle
- Nikolaï Pogodine : un gamin de la bande
- B. Rodkevitch : un gamin de la bande
- Daniil Sagal : Ivan, "le tzigane", diminutif Vania
- Igor Smirnov : Alexeï, un garçon handicapé, diminutifs Lenka ou lex
- S. Tikhonravov : un locataire surnommé "Bonne affaire"
- Mikhaïl Troyanovsky : Vassili Vassiliévitch Kachirine, le grand-père
- K. Zoubko : le vieux maître Grigori

## Distinctions
Renseignements fournis par R.U.S.C.I.C.O .
- 1941 : Prix Staline (appelé ensuite Prix d'État de l'URSS) décerné au réalisateur Marc Donskoï et à l'actrice Varvara Massalitinova pour les films L'Enfance de Gorki et En gagnant mon pain.
- 1948 : à la 9e Mostra de Venise, Prix spécial des journalistes italiens pour les films L'Enfance de Gorki, En gagnant mon pain et Mes universités.
- 1949 : Au Festival international du film de Stockholm, premier prix pour la trilogie L'Enfance de Gorki, En gagnant mon pain et Mes universités.
- 1955 : Au 11e Festival international du film d'Édimbourg, le prix Richard Winnington de 1954 pour la trilogie L'Enfance de Gorki, En gagnant mon pain et Mes universités.

## Analyse
- Le site Kinoglaz porte à la connaissance des cinéphiles deux commentaires : un d'Armand Johannès dans La revue du cinéma de décembre 1946 et un d'Henri Agel dans Les grands cinéastes aux Éditions Universitaires en 1959.
- En réalité Maxime Gorki avait trois ans lorsqu'il est venu habiter à Nijni Novgorod et huit ans lorsque sa mère est morte. Le jeune acteur qui l'incarne est nettement plus âgé mais était-il possible de faire jouer ce rôle par un enfant de moins de huit ans ?
- Ces souvenirs sont un hommage, une volonté de faire revivre tous ces personnages, de rendre immortels ses copains de bande, le petit infirme, Ivan et par-dessus tout sa grand-mère à laquelle il a failli ne pas survivre car comme sa biographie l'indique, très affecté par sa mort, il a fait une tentative de suicide.

## Autour du film
- R.U.S.C.I.C.O a édité ce film en DVD avec des sous-titres de S. Kouzmitchev.
- À plusieurs reprises, dans le film, on parle de laptis : ce sont des chaussons traditionnels en écorce de bouleau tressée. Une photographie de ces chaussures se trouve sur le site gardenbreizh.org/photos/gilda83/photo-72539.html et on les voit dans le film lorsque la grand-mère invoque le domovoï lors du déménagement.
- Le rôle d'Aliocha Pechkov est la seule prestation d'Alexeï Liarski qui est mort le 15 février 1943 aux environs de Leningrad.
- R.U.S.C.I.C.O indique que la trilogie a été récompensée en 1949 au Festival international du film de Stockholm or selon la page Wikipédia consacrée à ce festival, celui-ci n'existe que depuis 1990.